# Mąkoszyce (Lubsza)
Mąkoszyce (deutsch Mangschütz) ist ein Dorf in Niederschlesien. Der Ort liegt in der Gmina Lubsza im Powiat Brzeski in der polnischen Woiwodschaft Opole.

## Geographie

### Geographische Lage
Das Angerdorf Mąkoszyce liegt rund zehn Kilometer nordöstlich vom Gemeindesitz Lubsza (Leubusch), ca. 16 Kilometer nordöstlich der Kreisstadt Brzeg (Brieg) und rund 41 Kilometer nordwestlich der Woiwodschaftshauptstadt Opole. Der Ort liegt in der Nizina Śląska (Schlesische Tiefebene) innerhalb der Równina Oleśnicka (Oelser Ebene). Mąkoszyce liegt im Landschaftsschutzpark Stobrawski umgeben von weitläufigen Waldgebieten.
Mąkoszyce besitzt einen Bahnhof an der Bahnstrecke Opole–Jelcz-Laskowice.

### Nachbarorte
Nachbarorte von Mąkoszyce sind im Nordwesten Rogalice (Rogelwitz), im Osten Grodziec (Groditz), im Südosten Bąkowice (Bankwitz) und im Süden Nowy Świat (Neue Welt) sowie Tarnowiec (Tarnowitz).

## Geschichte

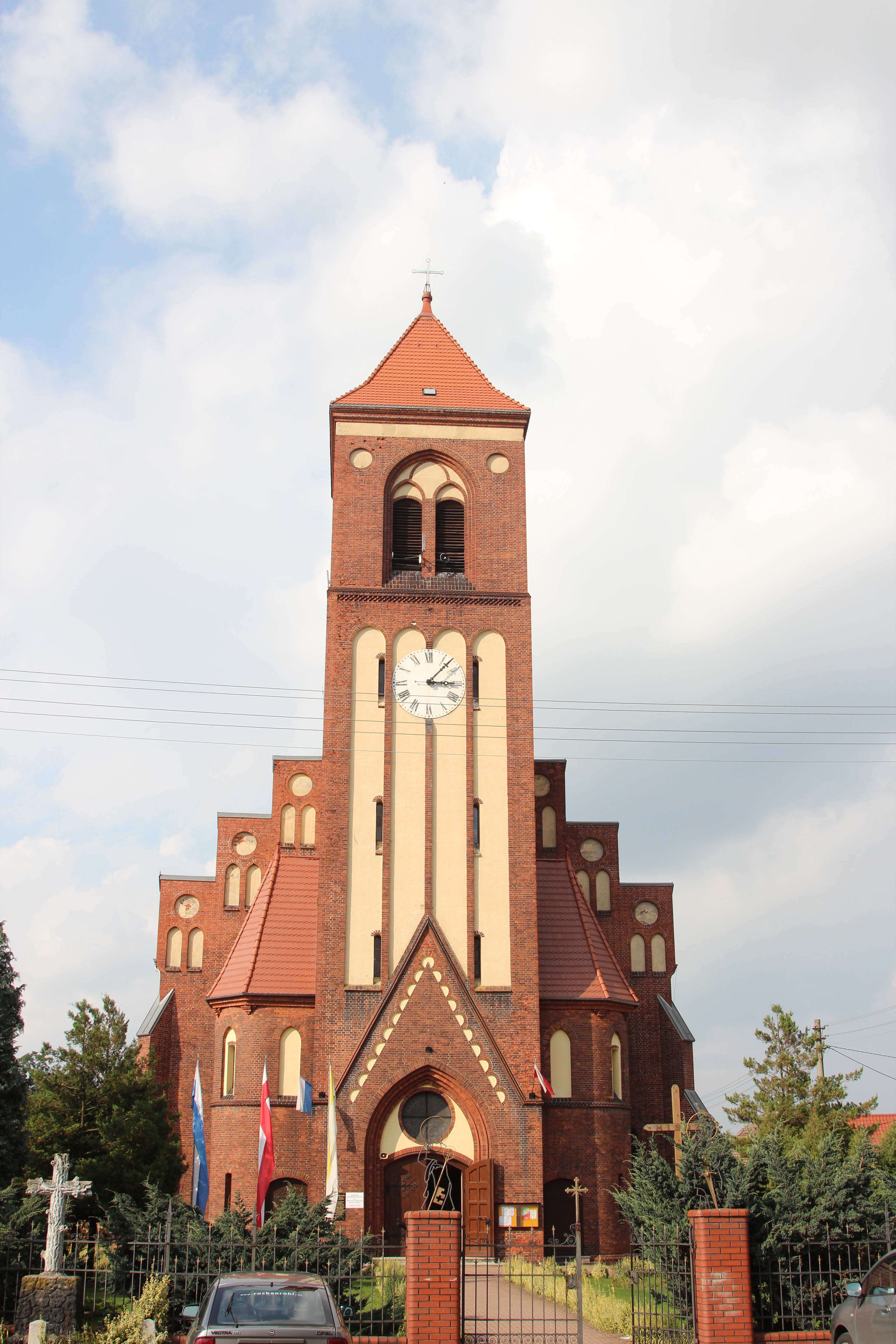
Peter-und-Paul-Kirche

1297 wird erstmals eine Kirche im Ort erwähnt.
Nach dem Ersten Schlesischen Krieg 1742 fiel Mangschütz zusammen mit dem größten Teil Schlesiens an Preußen. 
Nach der Neugliederung Preußens gehörte die Landgemeinde Mangschütz ab 1815 zur Provinz Schlesien und war ab 1816 dem Landkreis Brieg eingegliedert, mit dem es bis 1945 verbunden blieb. 1874 wurde der Amtsbezirk Mangschütz gegründet, welcher die Landgemeinden Mangschütz und Tarnowitz und den Gutsbezirk Mangschütz umfasste. Erster Amtsvorsteher war der Inspektor Zenker in Mangschütz. 1885 zählte Mangschütz 982 Einwohner.
1933 zählte Mangschütz 1267, 1939 wiederum 1251 Einwohner. Bis 1945 befand sich der Ort im Landkreis Brieg.
Als Folge des Zweiten Weltkriegs fiel Mangschütz wie fast ganz Schlesien 1945 an Polen, wurde in Mąkoszyce umbenannt und der Woiwodschaft Breslau angegliedert. Die deutsche Bevölkerung wurde, soweit sie nicht vorher geflohen war, weitgehend vertrieben. Die neu angesiedelten Bewohner waren zum Teil Heimatvertriebene aus Ostpolen. 1950 kam der Ort zur Woiwodschaft Opole, 1999 zum Powiat Brzeski.

## Sehenswürdigkeiten
- Die römisch-katholische Peter-und-Paul-Kirche (poln. Kościół św. Piotra i św. Pawła) wurde 1902 im neogotischen Stil errichtet. Die Kirche steht seit 1966 unter Denkmalschutz.[6]
- Der Schlosspark (poln. Park pałacowy) wurde im 19. Jahrhundert angelegt. Der Park besitzt einen alten exotischen Baumbestand. Ursprünglich befand sich im Park das neogotische Schloss Mangschütz der Familie Landsberg, welches 1947 durch ein Feuer zerstört wurde.[7] Der Park steht seit 1981 unter Denkmalschutz.[6]
- Friedhof mit Grabmälern der Familie Landsberg
- Historische Speichergebäude – seit 1966 unter Denkmalschutz[6]
- Straßenviadukt über die Bahnlinie
- Pfarrhaus an der katholischen Kirche

## Vereine
- Freiwillige Feuerwehr OSP Mąkoszyce
- Fußballverein LZS Tarnowiec/Mąkoszyce